# Andreas Johansson (football, 1982)
Pour les articles homonymes, voir Andreas Johansson.
Andreas Johansson, né le 10 mars 1982 à Halmstad en Suède, est un footballeur international suédois. Il évolue actuellement au poste de milieu de terrain pour l'Halmstads BK.

## Palmarès
Vierge